# تعارض والد-فرزند

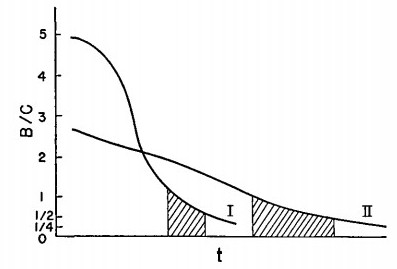
تصویر گرافیکی از مدل تعارض والدین و فرزندان

تعارض والد-فرزند (به انگلیسی: Parent–offspring conflict) عبارتی است که در سال ۱۹۷۴ توسط رابرت تریورز ابداع شد. از آن برای توصیف تضاد تکاملی ناشی از تفاوت در سرمایه‌گذاری بهینه والدین (PI) در یک فرزند از دیدگاه والدین و فرزندان استفاده می‌شود. سرمایه‌گذاری والدین عبارت است از هرگونه سرمایه‌گذاری توسط والدین در فرزندان منفرد که توانایی والدین را برای سرمایه‌گذاری روی فرزندان دیگر کاهش می‌دهد، در حالی که شانس فرزندان انتخاب‌شده برای زنده ماندن افزایش می‌یابد.

## وقوع
- در گیاهان
- در پرندگان
- در پستانداران
- در حشرات اجتماعی
- در انسان

### یک درگیری ایمنی سه‌جانبه (جنین-مادر-پدر) در انسان و دیگر جفت‌داران
در دوران بارداری، یک تردد دوسویه از خطوط سلولی فعال از نظر ایمنی از طریق جفت وجود دارد. خطوط لنفوسیت جنین ممکن است در زنان حتی چندین دهه پس از زایمان زنده بماند.